# Bibliothèque nationale d'Iran

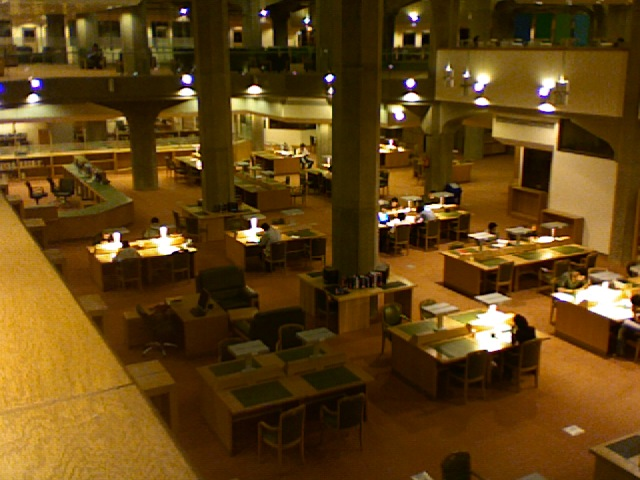
À l'intérieur du nouveau bâtiment

La Bibliothèque Nationale d'Iran est situé à Téhéran en Iran avec plusieurs branches réparties à travers la ville.  

## Histoire
Avant son inauguration officielle en 1937, d'autres bibliothèques assumaient officieusement ce rôle. Le premier prototype en Iran de Bibliothèque nationale fut la bibliothèque de l'institution Dar-ol Fonoun fondée en 1851. En 1899, une autre bibliothèque, appelée la « Bibliothèque de la Nation », est inaugurée à Téhéran.
L'actuelle bibliothèque contient différentes collections de bibliothèques anciennes incluant plusieurs rares et importants manuscrits. La branche centrale se situe dans le centre nord de Téhéran et en est dans sa dernière phase de construction. 
Le nouveau bâtiment est spécialement conçu pour combiner différents pôles d'une bibliothèque dans une unique plateforme. Le nouveau bâtiment de la bibliothèque fait plus de 90,000m² ce qui en fait l'un des plus grands campus du Moyen-Orient. Il englobe cinq halls, chaque hall étant consacré à une discipline différente qui sont les sciences humaines, les sciences sociales, le Droit, les Sciences et les Sciences de l'éducation et la Médecine.  